# Денисово (муниципальный округ Егорьевск)
Денисово — деревня в муниципальном округе Егорьевск Московской области России.

## География
Деревня Денисово расположена в восточной части муниципального округа Егорьевск, примерно в 24 километрах к юго-востоку от города Егорьевска. В 2,5 километрах к востоку от деревни протекает река Цна. Высота над уровнем моря 132 метров.

## История
До отмены крепостного права в России деревня принадлежала помещику Вырубову. После 1861 года деревня вошла в состав Починковской волости Егорьевского уезда. Приход находился в селе Починки.
В 1926 году деревня входила в Починковский сельсовет Починковской волости Егорьевского уезда.
До 1994 года Денисово входило в состав Починковского сельсовета Егорьевского района, в 1994—2004 годы — Починковского сельского округа, а в 2004—2006 годы — Подрядниковского сельского округа.
До 2015 года входила в состав сельского поселения Юрцовское.
В 2015 году вошла в состав городского округа Егорьевск, образованного в том же году путем упразднения Егорьевского района и объединения всех его поселений в единый городской округ.

## Демография
В 1885 году в деревне проживало 309 человек, в 1905 году — 411 человек (197 мужчин, 214 женщин), в 1926 году — 353 человека (169 мужчин, 184 женщины). По переписи 2002 года — 6 человек (3 мужчины, 3 женщины). Население — 25 человек (2010).
| 1859 | 1868 | 1885 | 1905 | 1926 | 2002 | 2006 |
| ---- | ---- | ---- | ---- | ---- | ---- | ---- |
| 234  | ↗240 | ↗309 | ↗411 | ↘353 | ↘6   | ↘5   |
| 2010 |      |      |      |      |      |      |
| ↗25  |      |      |      |      |      |      |